# ماجيك (علم التشفير)

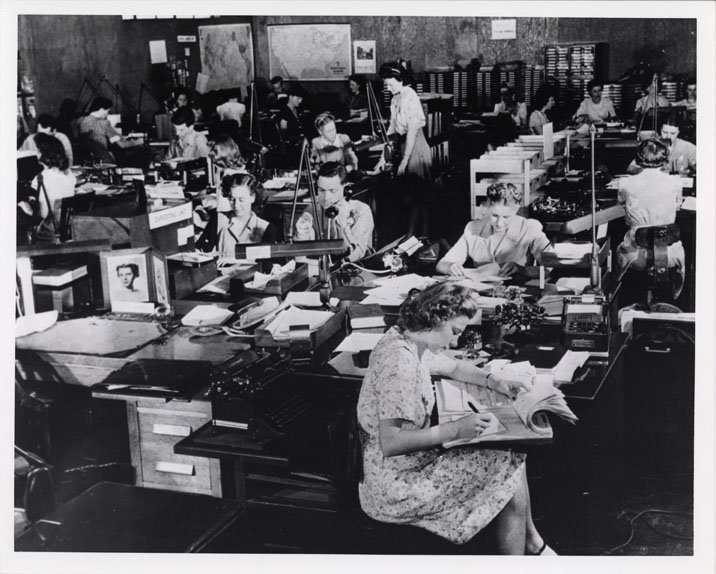
صورة من العام 1943م، لجهاز استخبارات الإشارات التابع للجيش الأمريكي

ماجيك هو مشروع الحلفاء لتحليل وفك الشيفرات إبان الحرب العالمية الثانية. والذي شمل خدمة استخبارات الإشارة بالجيش الأمريكي، ووحدة الاتصالات الخاصة بالأسطول الأمريكي.

## فك الأكواد
انطلق مشروع الماجيك لدمج إمكانيات التشفير في حكومة الولايات المُتحدة الأمريكية في منظمة واحدة، ليكون ضباط الاستخبارات من الجيش والأسطول الأمريكي تحت سقفِ واحد. على الرغم من عملهم على سلاسل من الأكواد والشيفرات، إلا أن نجاحهم الأكبر تضمّن فك التشفير الأحمر، والأزرق والأرجواني.

### الأحمر
حصل ضابط بالأسطول الأمريكي عام (1923) على نسخة مسروقة من كتاب تشفير يحتوي على أكواد عملياتيّة سرية، استخدمه الأسطول الياباني إبان الحرب العالمية الأولى. أُرسلت صور فوتوغرافية من كتاب التشفير إلى مُتخصصي فك الشيفرات في مكتب البحوث، حيثُ حُفظت الأكواد التي تمكنوا من فكها في مستندات باللون الأحمر (للإشارة إلى مستوى عالي السرية). سُميت هذه الأكواد أحمر (التشفير الأحمر).

### الأزرق
ابتكرت الحكومة اليابانية في عام (1930) شيفرات وأكواد أكثر تعقيدًا سُميت أزرق، على الرغم من أن الأحمر كانت ما زالت تُستخدم، لكن في الاتصالات الأقل أهمية. لم تمكُث الشفرات الجديدة حتى حلّها مكتب البحوث الأمريكي مرة أخرى عام (1933)، ما مكن المخابرات العسكرية بالولايات المتحدة الأمريكية من مراقبة الاتصالات اليابانية من أسطول إلى أسطول ومن سفينة إلى سفينة ومن البر إلى البحر.

### الأرجواني
بعد أن أعلنت ألمانيا الحرب في نهاية عام (1939)، بدأت الحكومة الألمانية بإرسال المساعدات التقنية لرفع قدرات التشفير والاتصالات لدى حليفتها اليابان. كانت أحد جوانب المُساعدة إرسال آلات إنيجما المُعدلة لتوفير مستوى عالٍ من الحماية للاتصالات الألمانية اليابانية. حصلت الشيفرات الجديدة على اسم أرجواني (وهو اللون الناتج عن خلط اللون الأحمر باللون الأزرق-الشفرات السابقة-) ليكون مُحيرًا.
بدأت الشفرات الأرجوانية بالعمل في الاتصالات باستخدام نفس خط التشفير لشيفرات آلات إنيجما، لكنها سرعان ما أصبحت مزيجًا مُبهمًا يصعُب فهمه. حاول متخصصو فك الشيفرات حلّ الشيفرات الأرجوانية للبيانات اليابانية الرسمية يدويًا لكنهم فشلوا. أدركوا بعد ذلك أنَّ هذه الشيفرات لم تكن شفرات مُشتقة أو مُضافة إلى الشفرات السابقة من النوعين الأحمر والأزرق، لكنها شيفرات بنتها آلات مثل آلات إنيجما الألمانية. كان فك الشفرات صعبًا وبطيئًا بما فيه الكفاية لدرجة أصبحت فيها المعلومات التي حصلوا عليها من فك الشيفرات قديمة وقليلة القيمة.
قادت آلة هندسية عكسية جديدة أنشأها فريق من التقنيين في عام (1939)، وهم ويليام فريدمان وفرانك روليت إلى فك تشفير بعض الشيفرات الأرجوانية بعد تمكنهم من استنساخ بعض إعدادات آلات إنيجما اليابانية. زاد ذلك من عجلة فك التشفير وأُضيف الكثير من المُترجمين لفريق العمل عام (1942)، ما جعل الأمر أسهل وأسرع في فك شيفرات الاعتراضات الملاحية.

## حركة نقل البيانات الأرجوانيّة
استخدمت وزارة الخارجية اليابانية آلة تشفير بغرض تشفير الرسائل الدبلوماسية. أطلق متخصصو فك الشفرات بالولايات المتحدة الأمريكية على هذه الآلة بربل (أرجواني). كانت الرسائل تُطبع على الآلة والتي تقوم بدورها بتشفيرها وإرسالها للآلة المُستهدفة. تقوم الآلة المُستقبلة للرسالة بفك الشيفرة فقط إذا كانت مضبوطة على الإعدادت الصحيحة، لكن متخصصي فك الشيفرات بالولايات المتحدة الأمريكية تمكنوا من بناء آلة جديدة يُمكنها فك هذه الشيفرات.
استُخدمت الآلة الأرجوانية (بربل) لأول مرة من قِبل اليابانيين عام (1940)، وتمكن متخصصو فك الشفرات البريطانيين من اختراق حركة نقل البيانات الأرجوانية حتى ما قبل هجوم اليابانيين على بيرل هابور. ومع ذلك، استمر استخدام الآلات الأرجوانية من قِبل وزارة الخارجية لنقل الرسائل الدبلوماسية إلى السفارات، بينما استخدام الأسطول الياباني أنظمة تشفير مختلفة تمامًا عن الأنظمة السابقة والتي عُرفت باسم جي إن-25.
فشل محللو الشيفرات بالولايات المتحدة الأمريكية في إيجاد أي إشارة للهجوم الياباني الوشيك على بيرل هابور، وذلك لأن اليابانيين كانوا حريصين جدَا على عدم مناقشة أسرار خططهم العسكرية في أي اتصالات لوزارة الخارجية. في الحقيقة، لم تكن هناك أي معلومات تفصيلية بشأن خطة الهجوم الياباني المُرتقب لدى وزارة الخارجية اليابانية، وذلك لأن هذه الوزارة كان يعتبرها الجيش وخاصة أعضاؤه الأكثر قومية «غير موثوقة» بشكل كافٍ. تمكنت الولايات المتحدة من الوصول إلى الاتصالات الدبلوماسية لوزارة الخارجية اليابانية والتي لم تكُن على قدرٍ من الأهمية، وذلك لأن السياسة في فترة ما قبل الحرب في اليابان كانت بشكل شبه كامل في جُعبة جماعات مسلحة مثل «إمبريال وير فاكشن» وليس وزارة الخارجية. بالإضافة إلى ذلك، حجبت وزارة الخارجية نفسها، العديد من المعلومات المهمة التي كانت بحوزتها عن سفاراتها وقنصلياتها، لذلك كانت قراءة الرسائل المُرسلة بواسطة الشيفرات الأرجوانية أقل تأثيرًا فيما يتعلق بالنوايا الاستراتيجية والتكتيكية للجيش الياباني.
تمكن متخصصو فك الشيفرات الأمريكيين من ترجمة 14 جزءًا من الرسالة الدبلوماسية اليابانية، والتي قطعت المفاوضات القائمة بين الولايات المتحدة واليابان في الساعة الواحدة ظهرًا بتوقيت واشنطن في السابع من ديسمبر -كانون الأول- عام (1941). تمكن الأمريكيون من معرفة مضمون الرسالة حتى قبل أن تعرفها السفارة اليابانية، وبسبب صعوبة الكتابة في السفارة، وصل الخطاب إلى وزير الخارجية الأمريكية كوردل هول متأخرًا. عندما وصل دبلوماسيان من السفارة اليابانية بالرسالة إلى وزير الخارجية، تظاهر بأنه يقرأها لأول مرة على الرغم من أنه كان يعلم مضمونها مُسبقًا بهجوم اليابان على بيرل هابور.
خلال الحرب، تمكن الحلفاء بشكل اعتيادي من قراءة الرسائل المُشفرة لكل من اليابان وألمانيا. كان السفير الياباني في ألمانيا هيروشي أوشيما عادةً ما يرسل معلومات عسكرية ألمانية شديدة الأهمية إلى طوكيو. وبالطبع كانت تُعترض هذه المعلومات لتمر على روزفلت وتشرشل وأيزنهاور للاطلاع عليها. وفقًا للومان، اعتقد اليابانيون أن الشيفرات الأرجوانية غير قابلة للاختراق ورفضوا التصديق رفضًا قاطعًا باختراق شيفراتهم بوسائل تحليلية جديدة. اعتقدوا بعد ذلك أن شخصًا ما خانهم وسرّب معلومات نظام التشفير الخاص بهم.

## التوزيع قبل الهجوم على بيرل هاربور
حتى ومع معرفة الولايات المتحدة الأمريكية للمعلومات الدبلوماسية، كانت تفتقر للقيمة بسبب أسلوبها وأهمية المعلومات المسرودة فيها. وُزعت نتائج مشروع الماجيك على الكثير من صناع القرارات السياسية والذين كانوا بحاجة للمزيد من المعلومات لكنهم لم يجدوا شيئًا مفيدًا في نتائج التحليلات المُقدمة لهم، بينما البعض الآخر، وُزعت عليهم النتائج حتى قبل هجوم بيرل هاربور بوقت قصير فلم يتمكنوا من الاطلاع عليها إلا لبعض الوقت بسبب الإصرار على استعادتها بسرعة، ولم يُسمح لهم بنسخها أو تدوين أي ملاحظات منها. قبل الهجوم على بيرل هاربور، كان يعتقد الكثيرين من ضباط الجيش والبحرية الأمريكيين أن تلك الشيفرات التي تمكنوا من فكها كانت ذات قيمة كبيرة، ومع ذلك، أعطت القدرة على فك الشيفرات الأرجوانية ميزة كبيرة للحلفاء في الحرب. فعلى سبيل المثال، كان السفير الياباني في ألمانيا يُقدم تقارير مطولة إلى طوكيو، ومُشفرة باستخدام الشيفرات الأرجوانية. كانت تشمل هذه التقارير كثيرًا من النقاشات الشخصية مع أدولف هتلر وتقرير عن زيارة -جولة- في دفاعات القوات الألمانية الغازية في شمال فرنسا. قال الجنرال مارشال: «كان أوشيما مصدرنا الرئيسي للمعلومات حول نوايا هتلر في أوروبا».